# Hřbitov Vrakuňa
Hřbitov Vrakuňa (slovensky Cintorín Vrakuňa) je hřbitov v Bratislavě, městské části Vrakuňa na Gagarinově ulici. Do roku 2013 měl název Hřbitov Ružinov (hovorově Ružinovský hřbitov).
Stavět se začal v roce 1972, první člověk zde byl pohřben až v roce 1980.
Přesto, že se nenachází v Ružinově, dostal název Hřbitov Ružinov, neboť se předpokládalo pohřbívání zesnulých zejména z této městské části.
27. března 2013 poslanci městského zastupitelstva rozhodli těsnou většinou o přejmenování, přičemž hlasování iniciovali vrakuňští poslanci.

## Pohřbené osobnosti
- Rudolf Božik
- Peter Dubovský (fotbalista)
- Karol Duchoň
- Dezider Kardoš
- Július Lenko
- Michal Slivka
- Štefan Uher